# ボンバルディア グローバル・エクスプレス
グローバル・エクスプレス
ルートン空港を飛び立つグローバル・エクスプレス
- 用途：ビジネスジェット
- 製造者：ボンバルディア・エアロスペース社
- 初飛行：1996年10月13日
- 生産数：750機以上
- 生産開始：1993年

ボンバルディア グローバル・エクスプレス（Bombardier Global Express BD-700）は、カナダのボンバルディア・エアロスペース社が開発した大型のビジネスジェットである。1991年に開発が始まり、1996年に試験機が初飛行、1999年に初号機が顧客に引き渡された。航続距離が11,130kmあり、地球の裏側へでも1回の燃料補給で到達できる。初代グローバル・エクスプレスから5種類の派生機が生まれ、2018年12月時点でグローバル 5000、5500、6000、6500、7500の5機種が就航している。

## 概要
グローバル・エクスプレスはボンバルディア社のビジネスジェットで最上位のシリーズであり、ガルフストリーム Vやボーイング ビジネスジェットと競合できることを狙っていた。ボンバルディアは航続距離の長さとスピードの早さを両立させること、短距離での離着陸性能を高めること、ビジネスジェットで最大級のキャビンを確保すること、旅客機なみの信頼性を得ることなどを目標とした。
初代グローバル・エクスプレスの航続距離は11,130km、巡航速度は904km/h、高速飛行時で935km/h、長距離飛行時で850km/hであった。離陸距離は1,774m、着陸距離は814mのため、比較的小規模の空港でも離着陸可能である。

## 開発

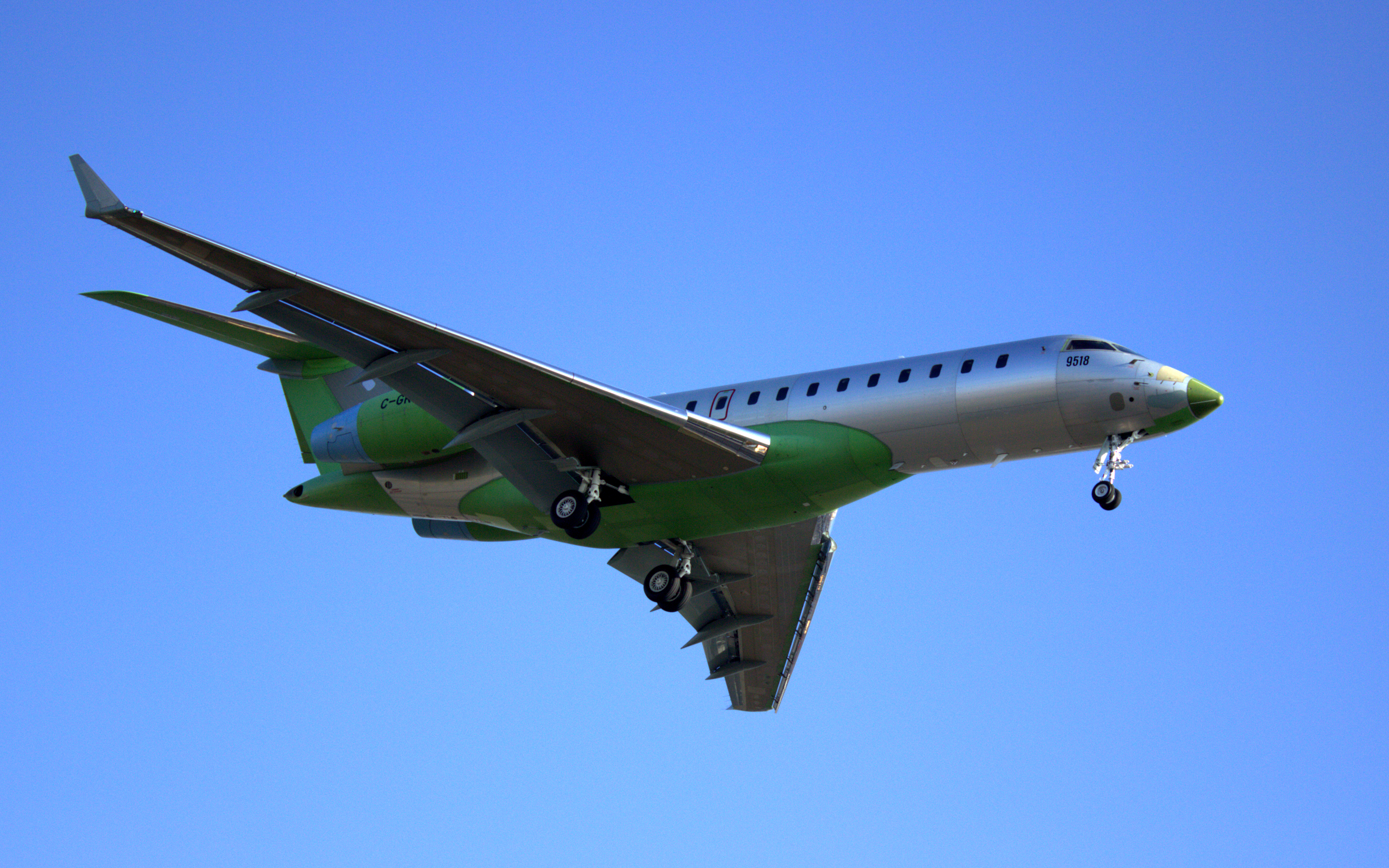
テスト飛行後にモントリオール国際空港に着陸するグローバル・エクスプレス

グローバル・エクスプレスは1991年10月のNBAA（全米ビジネス航空協会）総会で発表され、1996年10月13日に初飛行した。そして1998年7月31日にカナダ、1998年11月にアメリカの型式証明を受けた。顧客への最初の引き渡しは1999年第1四半期だった。
ボンバルディアは開発前、超長距離機は今後15年間で500～800機の需要があると予測した。そこで、損益分岐点を100機、目標販売量を250機、月間生産量を2機と見込み、開発をスタートさせた。1996年8月のロールアウト（実機の初公開）までに、3,400万ドルの機体に53機の確定受注を得た。
ボンバルディアにとって、グローバル・エクスプレスはビジネスジェットを自ら開発する初めての経験だった。元々は鉄道車両メーカーだったボンバルディアが航空機事業に参入したのは、経営危機に陥ったカナディアを1986年に買収してからである。その後、デ・ハビランド・カナダ、アメリカのリアジェット、北アイルランドのショート・ブラザーズと立て続けに航空機メーカーを買収した。その結果、開発拠点は世界各地に分散することになり、新製品（グローバル・エクスプレス）を作る以前に開発プロセスそのものも築かなければならなかった。そのため、ボンバルディアは分散型の3次元CADシステム（ダッソー社のCATIA）を導入し、グローバル・エクスプレスの設計を各地で連携しながら進められる体制を整備した。
開発の中心的役割を担ったのはカナディアで、空力や機体性能、構造などを統括した。生産も役割分担され、カナディアは機体先端部、ショート・ブラザーズは胴体前部や水平安定板、デ・ハビランドは胴体後部や垂直安定板を担当した。またグループ外の企業では、三菱重工業が胴体中央部や主翼を、BMW ロールス・ロイス（現 ロールス・ロイス・ドイツ）がエンジンを担当した。そして、これらの最終的な組立はデ・ハビランドが担った。
三菱重工業はグローバルシリーズの主要サプライヤーであり、主翼と中央翼、中央部胴体を生産している。主翼は子会社である現地法人（MHIカナダ・エアロスペース）がオンタリオ州で、中央翼と胴体中央部は名古屋の航空宇宙システム製作所で生産しているが、2021年からは全ての生産をオンタリオ州に移管する予定である。

## デザイン

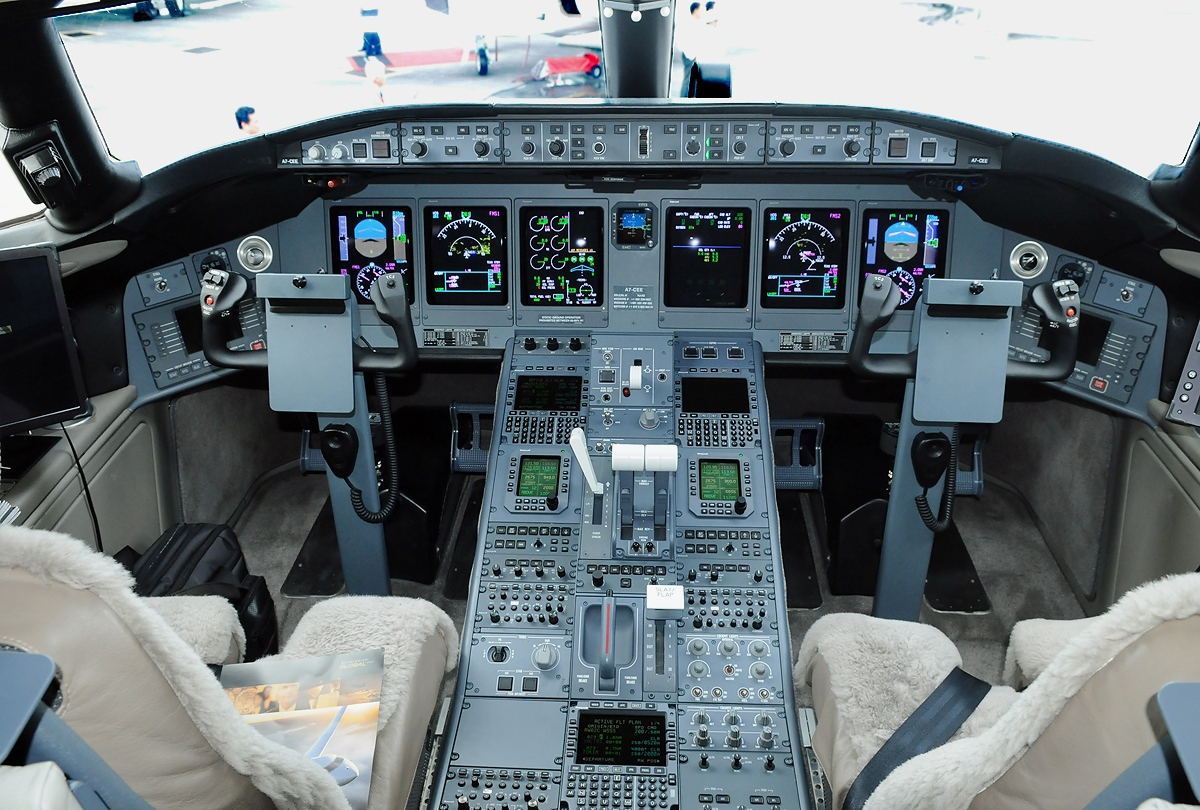
コックピット

グローバル・エクスプレスは、カナディアのリージョナルジェット機CRJと胴体断面形状を共通化している。35度の後退角とウィングレットを持つ新開発の超臨界翼と尾翼が特徴である。
グローバル・エクスプレスのコックピットは、高解像度のブラウン管ディスプレイ6基からなる飛行情報システムを備えている。電子機器はハネウェルのPrimus 2000 XP IIをベースにしており、自動飛行制御システムや地上衝突回避システムを備えている。また、40度×26度の視野角を持つタレス製のヘッドアップディスプレイや、ハネウェル製のボイスレコーダーやフライトデータレコーダーを備えている。
全長14.73mのキャビンは空調制御され、騒音・振動制御システムにより飛行中も静音が保たれている。機内は乗客8～19人の構成ができ、オフィスや個室を設けることもできる。荷物室へは飛行中もキャビン後部のドアから出入り可能である。キャビン前方のドアには乗降用階段が付いている。
ロールス・ロイス・ドイツ製のターボファンエンジン（BR710A2-20）を2基備えており、14,470lb（65.6kN）の離陸時推力を持つ。また、油圧制御の逆推力装置やFADECを持つ。

## 派生モデル
初代からの系統図を表す。図中の年は「初号機引渡 - 生産終了」を表す。
2018年10月時点で5000、5500、6000、6500の4種類が販売されており、2019年後期を予定する5500と6500の引き渡し開始後も4種類の併売は継続される。2018年時点の受注残は、5000/6000が67機、5500/6500が4機とされる。
|  |  | グローバル・エクスプレス (初代), 1999 - ???? |                         |                         |                         |                         |                         |  |  |                                  |                         |                         |                         |                         |                         |  |  |  |  |
|  |  |                                              |                         |                         |                         |                         |                         |  |  |                                  |                         |                         |                         |                         |                         |  |  |  |  |
|  |  |                                              |                         |                         |                         |                         |                         |  |  | グローバル 5000 (短胴型), 2005 – |                         |                         |                         |                         |                         |  |  |  |  |
|  |  |                                              |                         |                         |                         |                         |                         |  |  |                                  |                         |                         |                         |                         |                         |  |  |  |  |
|  |  |                                              |                         |                         |                         |                         |                         |  |  |                                  |                         |                         |                         |                         |                         |  |  |  |  |
|  |  | グローバル・エクスプレス XRS, 2005 – ????    |                         |                         |                         |                         |                         |  |  |                                  |                         |                         |                         |                         |                         |  |  |  |  |
|  |  |                                              |                         |                         |                         |                         |                         |  |  |                                  |                         |                         |                         |                         |                         |  |  |  |  |
|  |  | グローバル 6000, 2012 -                      |                         |                         |                         |                         |                         |  |  |                                  |                         |                         |                         |                         |                         |  |  |  |  |
|  |  |                                              |                         |                         |                         |                         |                         |  |  |                                  |                         |                         |                         |                         |                         |  |  |  |  |
|  |  | グローバル 6500, 2019 -                      | グローバル 6500, 2019 - | グローバル 6500, 2019 - | グローバル 6500, 2019 - | グローバル 6500, 2019 - | グローバル 6500, 2019 - |  |  | グローバル 5500, 2020 -          | グローバル 5500, 2020 - | グローバル 5500, 2020 - | グローバル 5500, 2020 - | グローバル 5500, 2020 - | グローバル 5500, 2020 - |  |  |  |  |

### グローバル・エクスプレス XRS
XRSはグローバル・エクスプレスの後継モデルで、2003年10月に開発が始まり、2005年1月16日に初飛行、2005年11月25日に初号機が引き渡された。
主な特徴には以下のものがある。
- 燃料タンクの拡大により、航続距離はマッハ0.85時で11,400km、マッハ0.87時で10,100kmに伸びた。
- 離陸性能の改善で気温や標高が高い空港でも離陸可能になった他、給油システムの改良で給油時間が短縮された。
- エンハンスト・ビジョン・システムが標準装備になった。このシステムにより、夜間や低視界時での滑走路進入などの地上接近リスクを軽減し、また、飛行が難しい状況での奥行き感覚が改善された。
- キャビンは床面積や貨物スペースが広げられた他、窓が2カ所増えて採光性が改善した。また与圧システムが改良され、キャビン気圧は高度51,000フィート（15,545m）で5,700フィート（1,737m）相当となった。これは当時のビジネスジェットで最も高性能であった。
- 価格は4,550万ドル。

### グローバル 6000

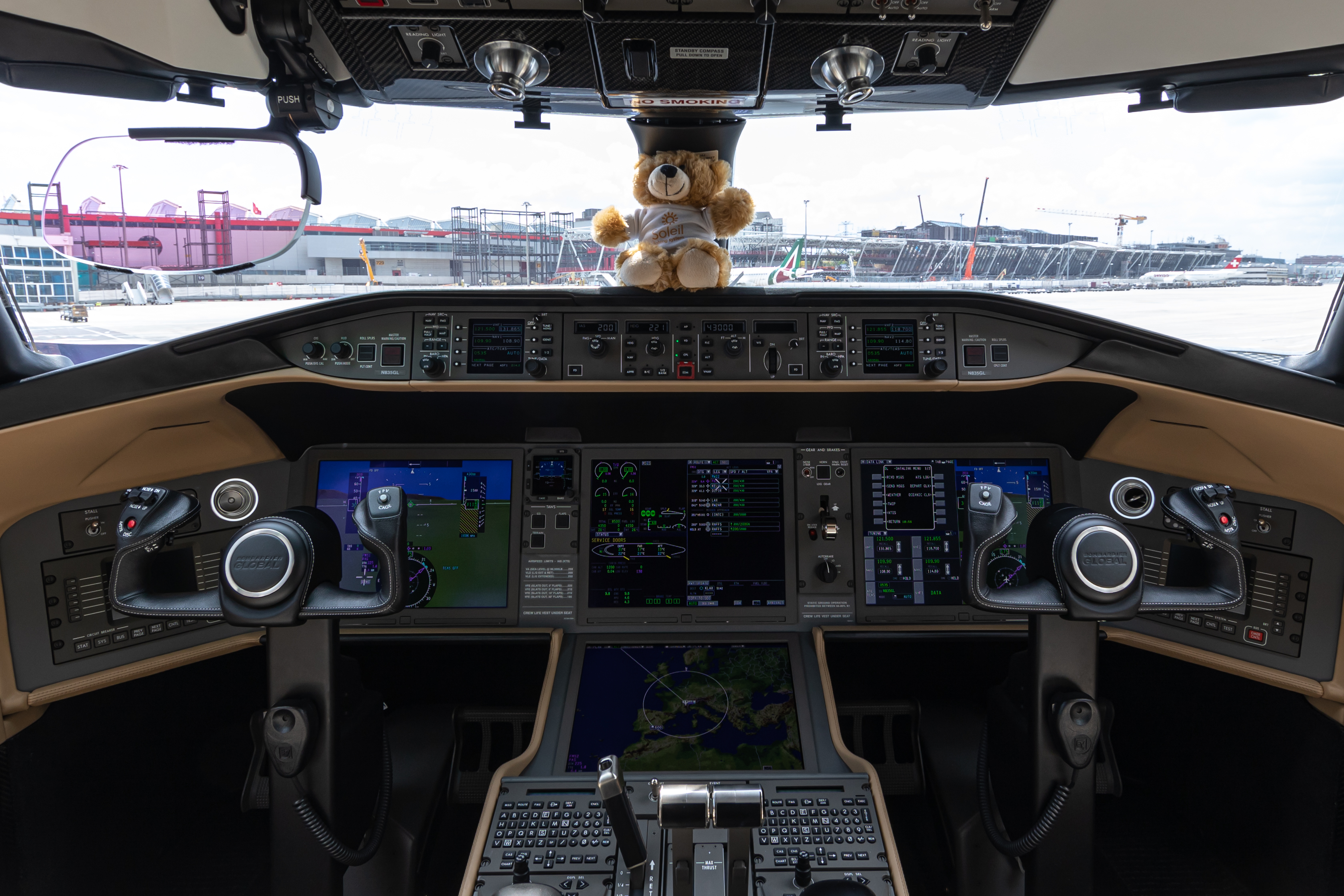
グローバル 6000のコックピット

グローバル 6000は、2011年5月にXRSから改名されたモデルである。その時点でグローバルシリーズには5000があり、さらに7000と8000の開発が公表されていたため、その間に入る名前となった。XRSとの最大の違いはコックピットシステムである。初代グローバルやXRSはコックピットシステムにハネウェルのPrimus 2000を用いていたが、6000はロックウェル・コリンズのPro Line Fusionを導入した。これにより、航路管理に必要なRNP、管制官パイロット間データ通信、ADS-Bなどの機能が追加された。
6000はガルフストリーム G650に次ぐキャビン容積をもっている。キャビンは3区画あり、乗客は12～16人仕様が一般的である。機内構成は、前方にシングルシート4席、中央に二人がけのシートが2台、後方に3人用ソファ1台とシングルシートが2席という配置が多い。また、前方にギャレーと乗員用の座席やトイレを備えていることが多く、後方には窓付きのトイレを備えている。飛行中でも出入り可能な最後尾の荷物室へは後方トイレを通って入る。また、XRSに比べて防音性や与圧性能も改良されている。
顧客への最初の引き渡しは2012年3月31日に行われた。
グローバル 6000の価格は、6,230万ドル（2018年6月時点）。

### グローバル 6500
グローバル 6500は、2018年5月27日、EBACE（ヨーロッパ・ビジネス航空博覧会）開催地のジュネーブでグローバル 5500と共に公表された。6500は現行の6000のエンジンを換装し翼を再設計することで航続距離を伸ばし、また電子機器を最新にしたモデルである。価格は5,600万ドルである。当面、6000と6500は併売される。2019年9月24日にカナダ政府から型式証明を取得し、顧客への引渡しが始まった。同年12月にはアメリカの型式証明も取得した。
主な特徴には以下のものがある。
- エンジンはロールス・ロイス・ドイツ製の新開発エンジンであるpearl 15に換装され、推力は2.5%増の15,125 lb（67.3 kN）となる。また翼の後縁部を再設計し、空力特性や高速性能を改善した。これらの改良で最高速度はマッハ0.90に増加するが、燃料消費は13%減少する。また航続距離は1,111km増の12,223kmとなった。
- ロックウェル・コリンズ製のコックピットシステムは赤外線映像と他の合成画像を一つの視界の中に作り出す。またウインドシアの予測機能を備えた気象レーダーシステムやリアルタイムの航路情報を持つADS-Bも備えている。
- グローバル7500と同じ新開発のNuageシートを採用。
- 機内にはスチームオーブンなどを備えたキッチンがある。また、後部にはシャワー室を設けることもできる。
- Kaバンドの衛星経由高速インターネット回線を備えている。また、エンターテイメントシステムは4Kの解像度に対応している。

### グローバル 5000

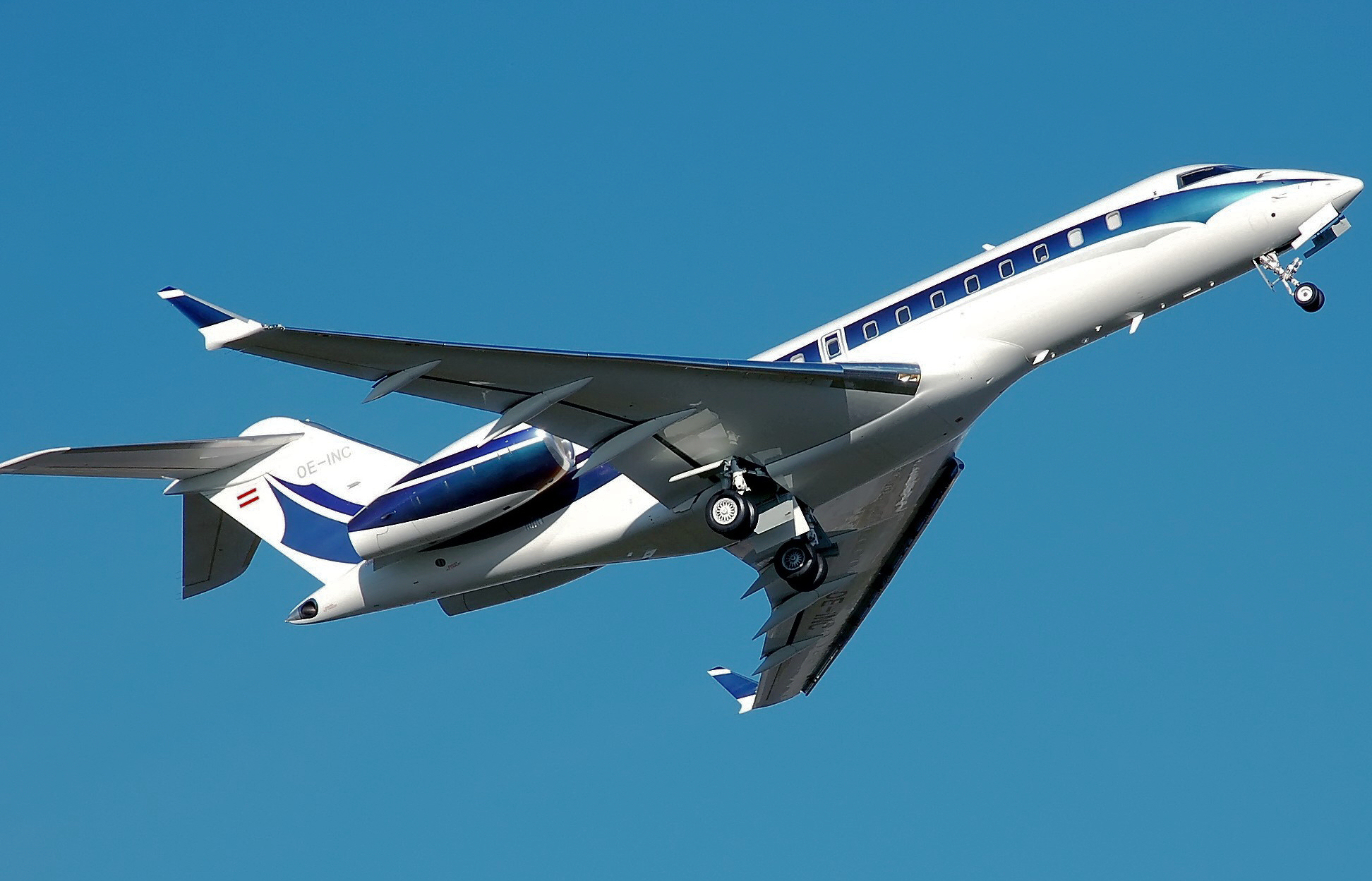
離陸するグローバル 5000

グローバル 5000は、チャレンジャー604とグローバル・エクスプレスの間を埋める商品として企画され、ガルフストリーム IV-SPやファルコン 900EXと競うことを狙っていた。発表時の機体価格は3,295万ドルだった。
開発計画は2年に及ぶ市場調査の後、2002年2月に公式に開始された。優れた稼働率と信頼性を保証するため、他のどのビジネスジェットよりもシステムに冗長性を持たせた。キャビンは、長さ12.95m、幅2.48m、高さ1.91mあり、特に幅は同クラスのビジネスジェットで最大である。試験機は2機作られ、その1機目が2003年3月7日に初飛行をおこなった。
グローバル・エクスプレスとの主な違いには、機体が81.3cm（32インチ）短いことや、航続距離が2,222km（1,200海里）短いこと、乗員用の休息スペースが除かれたことなどがある。機内は最大で乗客19人の座席構成にできるが、典型的な構成は、ベッドにできる座席や後部ラウンジ（または寝室）を含んで18人仕様である。
グローバル 5000は2003年6月11日に、ニューヨークのウェストチェスター・カウンティ空港でマスコミと見込み客に披露された後、同14日からパリ航空ショーで一般向けにお披露目された。
型式証明は2004年3月にカナダ、同7月にヨーロッパで取得した。
初号機は2005年4月に中東の顧客に引き渡された。
その後、2008年2月に改良が行われた。最大離陸重量を92,500 lb（41,957 kg）に増やすことで燃料タンクを増量し、飛行距離を741km（400海里）延ばした。 これにより、マッハ0.85なら9,630km （5,200海里）の飛行が可能となった。また、コックピットにはGlobal Vision flight deckが導入され、パイロットの状況認識や快適性が向上した。
2011年3月に100機目のグローバル 5000が納品され、10周年となる2015年4月時点で180機を超えるグローバル 5000が就役していた。
グローバル 5000の価格は、5,040万ドル（2018年6月時点）。

### グローバル 5500
グローバル 5500は、2018年5月27日、EBACE（ヨーロッパ・ビジネス航空博覧会）開催地のジュネーブでグローバル 6500と共に公表された。5500は現行の5000のエンジンを換装し翼を再設計することで航続距離を伸ばし、また電子機器を最新にしたモデルである。価格は4,600万ドルである。当面、5000と5500は併売される。2019年9月24日にカナダ政府から型式証明を取得した。
2019年10月、5500の航続距離は当初のスペックから200海里延びて5,900海里（10,927km）になったことが発表された。2019年12月にアメリカの型式証明を取得し、2020年6月に初号機が顧客に引き渡された。
主な特徴には以下のものがある。
- エンジンはロールス・ロイス・ドイツ製の新開発エンジンであるpearl 15に換装され、推力は2.5%増の15,125 lb（67.3 kN）となる。また翼の後縁部を再設計し、空力特性や高速性能を改善した。これらの改良で最高速度はマッハ0.90に増加するが、燃料消費は13%減少する。
- その他の特徴は上記6500と同様。

## 特殊用途

### 軍用

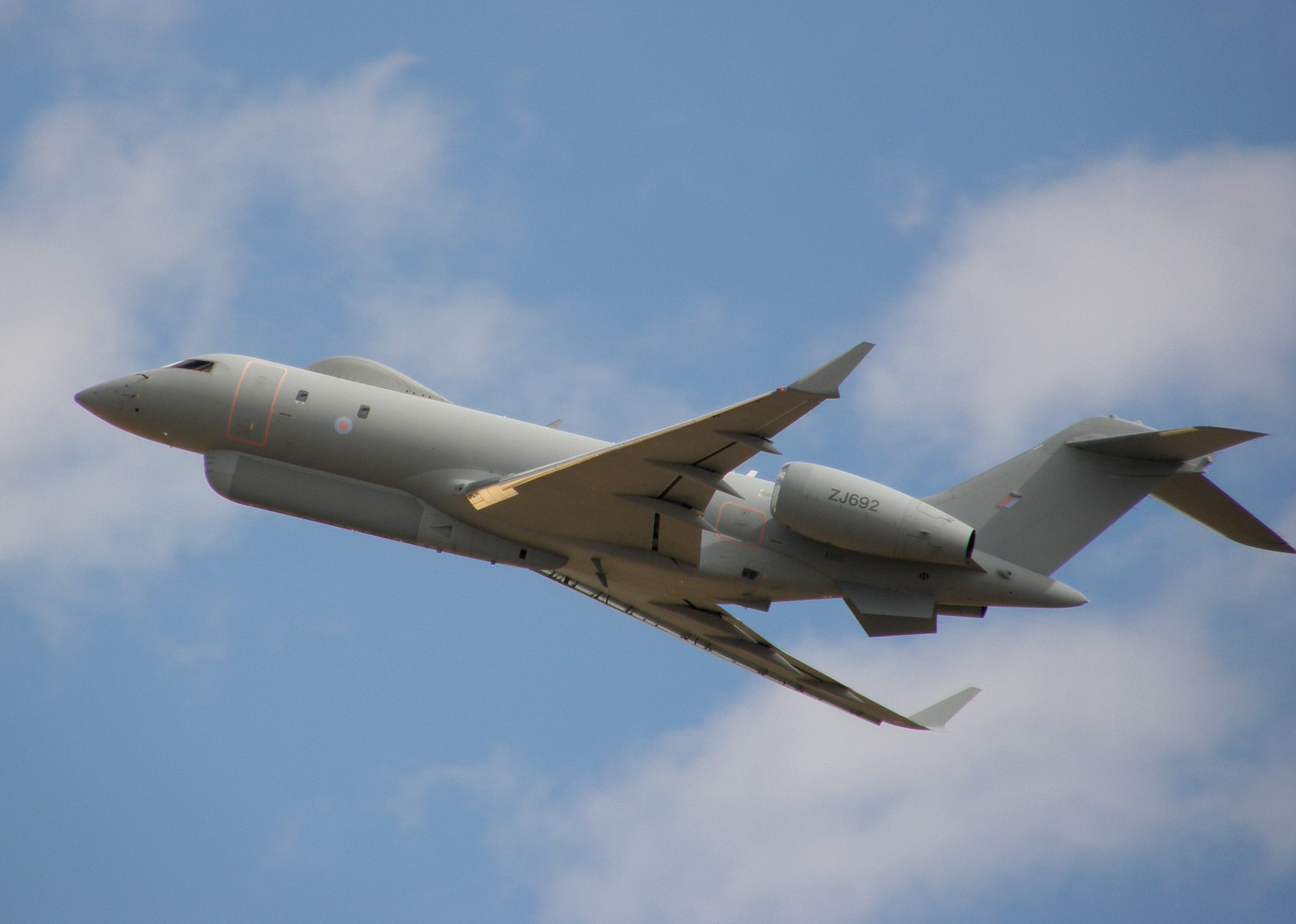
イギリス空軍のセンチネル R.1

- センチネル R.1（英語版）：アメリカのレイセオン社がグローバル・エクスプレスを地上監視機として改造した軍用機。レイセオンは1999年にイギリス国防省からASTORシステムを搭載する地上監視機の開発と5機の生産を8億6000万ドルで受注した。ASTORシステムは、前部胴体下部に搭載したASARS-2（英語版）レーダーと、機体上部の衛星通信装置からなる[30]。レーダーは高度47,000 ft（14,325 m）の高さから半径160kmに渡る地上の高解像度画像を撮影し、敵軍の位置や数量、移動の方向・速度を識別し、衛星通信によりリアルタイムで友軍に伝えられる。レイセオンは2002年にボンバルディアから最初の機体を受領した後、チェスターで改造を行った。その後、テキサス州グリーンビルのレイセオンでASTORシステムを装備し、2004年5月にセンチネルとしての初飛行に成功した[30]。2006年7月25日にイギリス空軍に引き渡され、2007年1月24日にワディントン空軍基地（英語版）の第5飛行隊（英語版）に配備された[30]。最終的に2008年11月27日までに5機がイギリス空軍に納入され[30][31]、アフガニスタンやリビア、マリでのイギリス軍の任務に就いたほか、イラクやリビアにおけるISILの掃討作戦の支援を行った[30]。センチネル R.1は「戦略防衛・安全保障見直し2010（英語版）」によりアフガニスタンでの任務後に退役することとなった。しかし、司令官クラスの将校による、センチネル R.1はイギリスと同盟国に有益な機体との意見を受けて、退役は一時猶予された[30]。その後も、ナイジェリア生徒拉致事件ではボコ・ハラムに拉致された女性生徒の居場所を特定したり[30]、シリアでのISIL掃討作戦の支援などを行ったりしたが、ASTORシステムの旧式化やコストの増大により、「戦略防衛・安全保障見直し2015（英語版）」で退役は2021年とされた[32]。2021年2月25日、カリーニングラードからベラルーシ方面の最後の監視任務の後、3月31日にセンチネル R.1は退役し、第5飛行隊も解隊した。5機のセンチネル R.1の総飛行任務は約4,870、総飛行時間は3万2,300時間に及ぶ。退役に先立つ2020年12月には、機体とスペア部品の入札公募が行われている。センチネル R.1の後継には、ポセイドンMRA.1またはプロテクターRG.1が予定されている[30]。

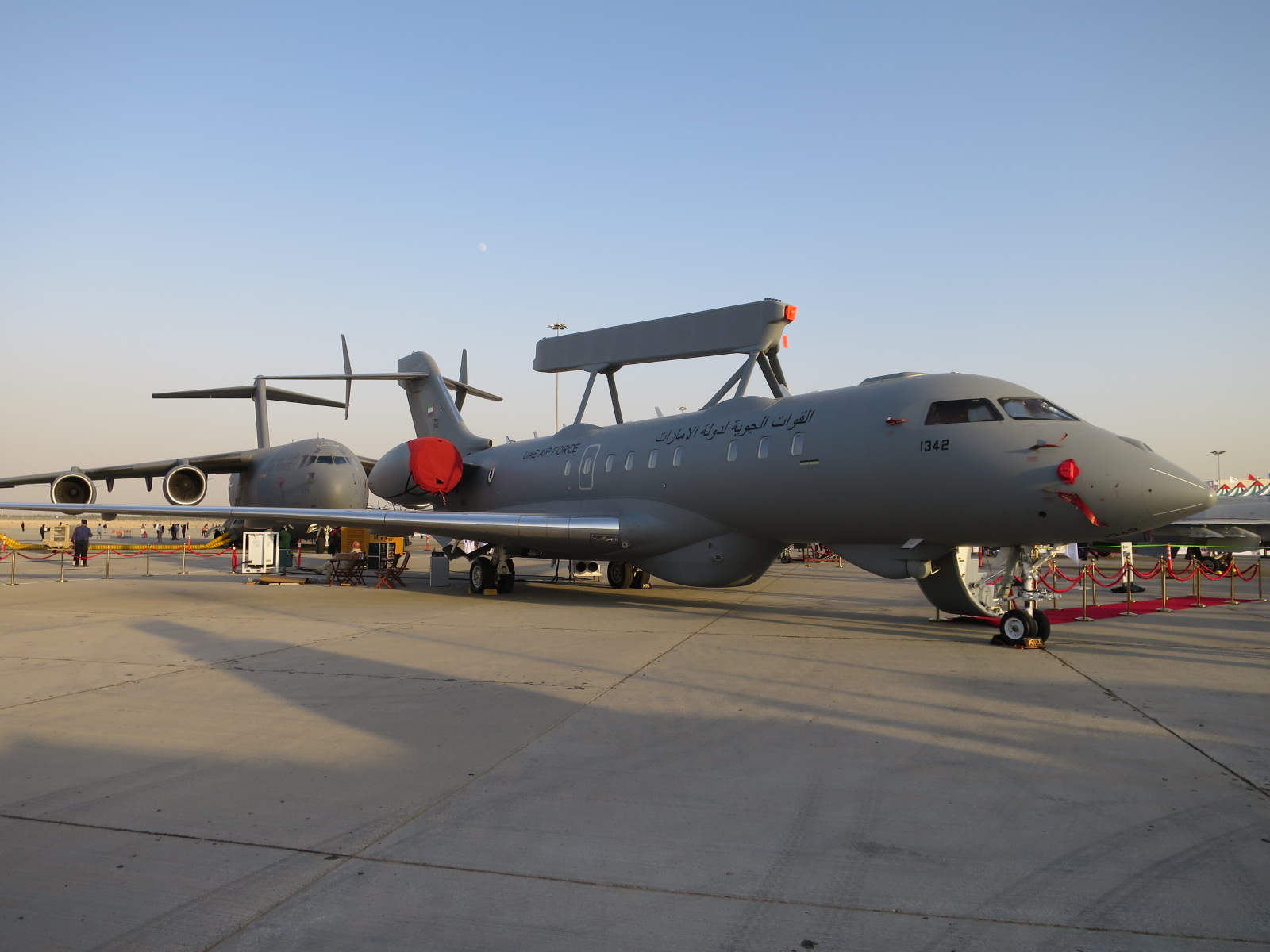
グローバルアイ

- グローバルアイ（英語版）：スウェーデンのサーブ社がグローバル 6000を元に開発した多用途監視機。エリアイER早期警戒レーダー、シースプレー（英語版）洋上監視レーダー、EO/IR（電子光学/赤外線）センサーを搭載し、早期警戒機、海洋監視機、地上監視機の能力を併せ持つ。AEW&C機と紹介されることも多いが、サーブではSRSS（Swing Role Surveillance System）と呼称している。近年は探知しにくい航空機が増えているが、ホバリングしているヘリコプターなど、広範囲に多様な物体を識別できる。海洋捜索では半径400kmを監視でき、潜望鏡や水上オートバイなども捜索できる。ベースとなる機体がグローバル 6000なので、11時間以上のパトロール飛行ができ、また監視スタッフにとっても作業しやすい機内環境である[33]。グローバルアイは軍用以外にも多様な目的に使うことができる。例えば、低空を低速で飛ぶプロペラ機を監視し、麻薬を詰めた箱を海に落とすのを監視できる。さらにその箱を回収する船や、海岸で受け取って逃走する車両の追跡もできる[34]。2015年にアラブ首長国連邦から3機の発注を受けた。2018年3月14日、スウェーデンのリンシェーピングで初飛行に成功した[35]。2022年にはスウェーデンから2機の発注を受けた[36]。

- E-11A：アメリカのノースロップ・グラマンが開発したBACN（英語版）（戦域通信中継機）。BACNは、戦場の上空で異なる無線周波数を変換したり、互換性の無い通信装置間を中継することで、情報共有や状況認識を改善する機能を持つ航空機[37]。2005年にノースロップ・グラマンが国防総省と契約し、グローバル・エクスプレスを改造して作られた。2008年からアフガニスタンなどで用いられた[38]。全4機しか存在しない。内1機は2020年2月にアフガニスタンでの墜落事故で損耗し、2023年2月に1機が追加で納入された[39]。

### その他
- 政府専用機：ドイツでは要人輸送や急病人搬送にグローバル 5000が用いられている[40]。

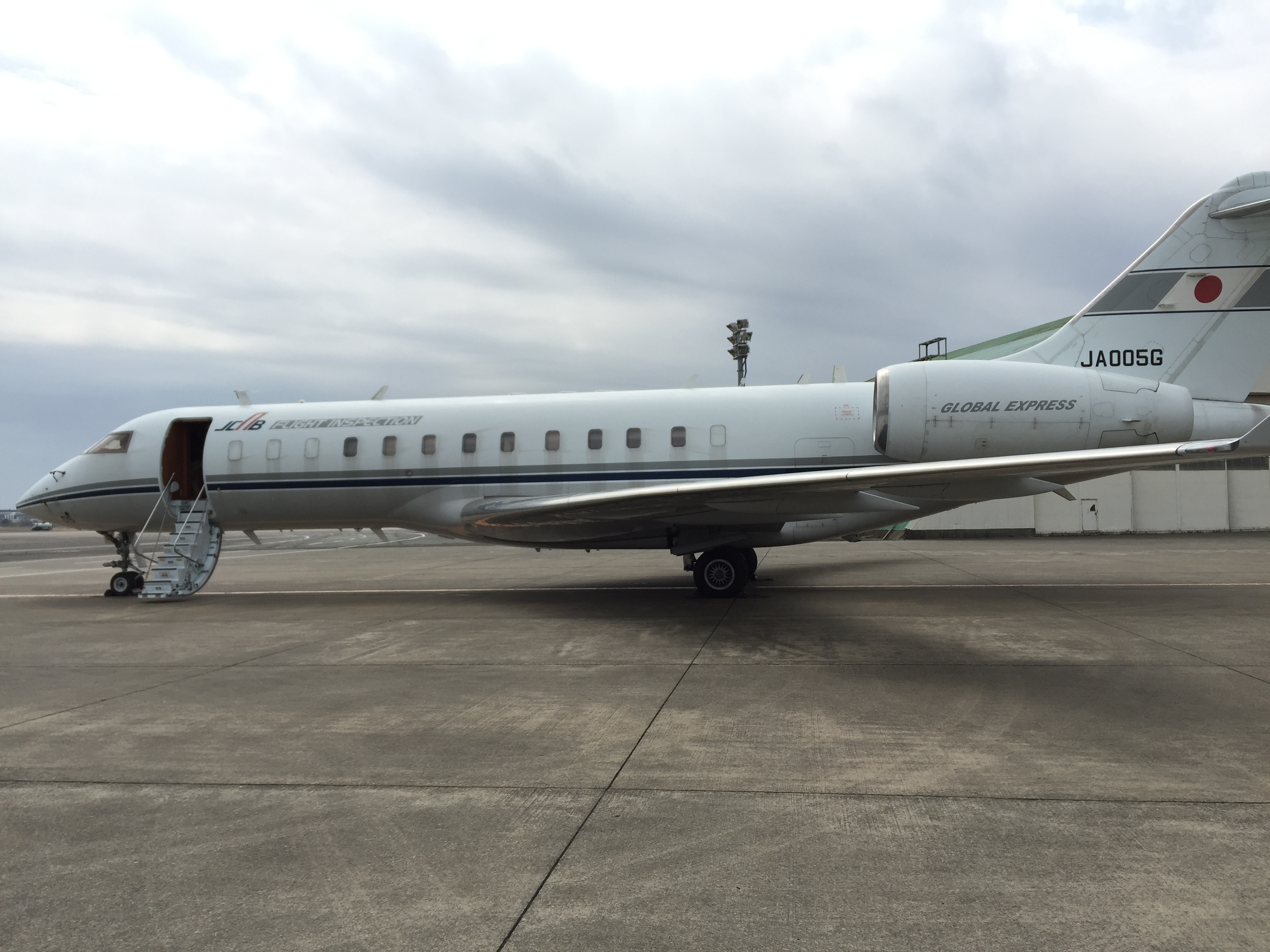
航空局のグローバル・エクスプレス

- 飛行検査機：日本の国土交通省航空局はグローバル・エクスプレスを改造した飛行検査用航空機を2001年5月4日に受領した。この機はグローバルシリーズで軍用以外の特殊用途に改造された世界で最初の機体である[41]。

## 仕様

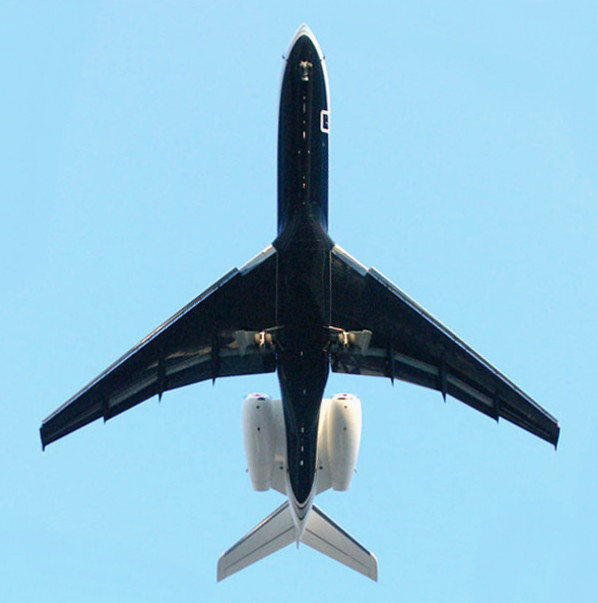
planform view

| モデル         | エクスプレス                      | 5000 (改良後)                     | 5500                              | 6000                              | 6500                              |
| -------------- | --------------------------------- | --------------------------------- | --------------------------------- | --------------------------------- | --------------------------------- |
| 乗員           | パイロット2人＋アテンダント1or2人 | パイロット2人＋アテンダント1or2人 | パイロット2人＋アテンダント1or2人 | パイロット2人＋アテンダント1or2人 | パイロット2人＋アテンダント1or2人 |
| 乗客（最大）   |                                   | 16                                | 16                                | 17                                | 17                                |
| 全長           | 30.3 m                            | 29.5 m                            | 29.5 m                            | 30.3 m                            | 30.3 m                            |
| 全幅           | 28.5 m                            | 28.7 m                            | 28.7 m                            | 28.7 m                            | 28.7 m                            |
| 全高           | 7.57 m                            | 7.8 m                             | 7.8 m                             | 7.8 m                             | 7.8 m                             |
| 翼面積         | 94.9 m2                           | 94.8 m2                           | 94.8 m2                           | 94.8 m2                           | 94.8 m2                           |
| キャビン長     |                                   | 12.41 m                           | 12.41 m                           | 13.18 m                           | 13.18 m                           |
| キャビン幅     |                                   | 2.41 m                            | 2.41 m                            | 2.41 m                            | 2.41 m                            |
| キャビン高     |                                   | 1.88 m                            | 1.88 m                            | 1.88 m                            | 1.88 m                            |
| 最大離陸重量   | 43,091 kg                         | 41,957 kg                         | 41,957 kg                         | 45,132 kg                         | 45,132 kg                         |
| 基本運航重量   | 22,816 kg                         | 23,070 kg                         | 23,070 kg                         | 23,691 kg                         | 23,691 kg                         |
| 最大無燃料重量 | 25,401 kg                         | 17,804 kg                         | 17,804 kg                         | 20,434 kg                         | 20,434 kg                         |
| 最大積載量     |                                   | 3,238 kg                          | 3,238 kg                          | 2,617 kg                          | 2,617 kg                          |
| エンジン       | ロールス・ロイス BR710 A2-20      | ロールス・ロイス BR710 A2-20      | ロールス・ロイス pearl 15         | ロールス・ロイス BR710 A2-20      | ロールス・ロイス pearl 15         |
| 推力           | 14,750 lb (65.6 kN)               | 14,750 lb (65.6 kN)               | 15,125 lb (67.3 kN)               | 14,750 lb (65.6 kN)               | 15,125 lb (67.3 kN)               |
| 最高速度       | 0.89                              | 0.89                              | 0.90                              | 0.89                              | 0.90                              |
| 巡航速度       | 0.85                              | 0.85                              | 0.85                              | 0.85                              | 0.85                              |
| 航続距離       | 11,038 km                         | 9,630 km (5,200海里)              | 10,927 km (5,900海里)             | 11,112 km (6,000海里)             | 12,223 km (6,600海里)             |
| 離陸距離       | 1,880 m                           | 1,689 m                           | 1,674 m                           | 1,974 m                           | 1,942 m                           |
| 着陸距離       | 814 m                             | 673 m                             | 673 m                             | 682 m                             | 682 m                             |
| 最高高度       | 15,545 m                          | 15,545 m                          | 15,545 m                          | 15,545 m                          | 15,545 m                          |
| 初期巡航高度   |                                   | 12,497 m                          | 12,497 m                          | 12,497 m                          | 12,497 m                          |

1. ↑  NBAA IFR Reserves、ISA (国際標準大気)、乗客8人
2. ↑  MTOW (最大離陸重量)、SL (海面)、ISA (国際標準大気)
3. ↑  MLW (最大着陸重量)、SL (海面)、ISA (国際標準大気)